# 新康山
新康山，又名新關山或打訓山，位於臺灣花蓮縣卓溪鄉古風村，標高3,331公尺，隸屬玉山國家公園管轄，為台灣百岳名山的「十峻」之一，名列第47名。中央山脈主脊往東延伸支稜中山勢最為高聳的一座，亦是臺灣東側最高的山峰，岳界素有「東臺一霸」之稱。

## 山連
新康山，東有可可爾博山，西有新仙山、連里山、連里山西峰，皆屬玉山國家公園東南部的高山。

## 登山
新康山列位於中央山脈三叉山東北方向東分出的稜脈上，蜿蜒迂曲、連峰疊嶂，攀登難度在臺灣眾多高山中名列前茅。新康山列的二條稜脈，由分岔點分別到布拉克桑山與新康山的直線距離雖然同樣皆為7.5公里，但前者平緩易行而容易親近，後者卻倨傲難行，新康山除了少數熟練登山客能以四天完成，一般人都至少必須安排五天的行程。